# اندیس شمال کوه درهمان
شمال کوه درهمان یک اندیس فلزی است که در حوالی شهر رامشک استان کرمان قرار دارد و مادهٔ معدنی موجود در آن، مس است.سنگ میزبان این اندیس بازالت بالشی، متابازیک، سنگ آهک است و دیرینگی آن به دوران کرتاسه بالایی می‌رسد. در این اندیس، پاراژنز‌های کریزوکول یافت می‌شوند.